# Royal College of Paediatrics and Child Health
Das Royal College of Paediatrics and Child Health (RCPCH) ist der Berufsverband der Kinderärzte in England, Irland, Schottland und Wales. Zweck ist die Überwachung und Kontrolle der Ausbildung von Kinderärzten sowie Förderung von wissenschaftlichen und fachlichen Belangen der Kinder- und Jugendmedizin in Großbritannien. Zudem nimmt das RCPCH die berufspolitische Interessensvertretung für Fachärzte für Kinder- und Jugendmedizin wahr.

## Geschichte
Das RCPCH wurde 1928 als British Paediatric Association und erste kinderärztliche Vereinigung im Vereinigten Königreich gegründet. Erster Präsident war George Frederic Still. 1996 wurde der Vereinigung der Status als „Royal College“ zugesprochen.

## Struktur
Das RCPCH umfasst nach eigenen Angaben 13.500 Mitglieder aus dem Vereinigten Königreich, Irland, Schottland und Wales. Für die Mitgliedschaft muss eine Aufnahmeprüfung abgelegt werden. Es ist in folgende Divisionen aufgeteilt.

### President and Chief Executive’s Office
Der Präsident überwacht die Arbeit des Royal College und stellt sicher, dass die im College Strategy and Work Plan festgelegten Ziele erreicht werden. Des Weiteren hat er den Vorsitz in den Versammlungen und Organen des RCPCH und vertritt das Royal College repräsentativ nach innen und außen.
Das Chief Executive’s Office unterstützt den Präsidenten hierbei.

### Corporate Services Division
Die Corporate Services Division ist zuständig für die Finanzen, das Versicherungswesen sowie das IT-Management und interne Informationssystem. Zudem wird hier das College-Archiv verwaltet. Die Corporate Services Division ist ebenso zuständig für die Zusammenarbeit mit der British Association of Community Child Health (BACCH) und der British Association of Perinatal Medicine (BAPM).

### Education and Training Division
Die Education and Training Division ist zuständig für alle Belange der Aus- und Fortbildung von Kinderärzten. Sie organisiert und überwacht die Aufnahme- und die Facharztprüfungen.

### Research and Policy Division
Die Research and Policy Division entwickelt Fortbildungsprogramme für Kinderärzte und fördert die Forschung und Entwicklung von Standards und Leitlinien auf dem Gebiet der Kinderheilkunde. Des Weiteren werden Stellungnahmen und Empfehlungen veröffentlicht.

### Communications Division
Die Communications Division ist zuständig für den Mitgliederservice und Publikationen. Sie führt Veranstaltungen zur Mittelbeschaffung durch. Des Weiteren wird die Zusammenarbeit mit den Royal Colleges von Irland, Schottland und Wales koordiniert.

## Arbeit und Publikationen
Neben der Überwachung de Ausbildung und Prüfung von Kinderärzten gibt das Royal College of Paediatrics and Child Health Stellungnahmen und Empfehlungen zu pädiatrischen Themen heraus. Daneben werden eine Reihe von Ausbildungsstipendien und Preisen verliehen.
Sie verleihen jährlich die James Spence Medal als höchste Auszeichnung.